# Castel di Lucio
Castel di Lucio là một đô thị ở tỉnh Messina trong vùng Sicilia của Italia, có vị trí cách khoảng 90 km về phía đông nam của Palermo và vào khoảng 110 km về phía tây nam của Messina. Tại thời điểm ngày 31 tháng 12 năm 2004, đô thị này có dân số 1.477 người và diện tích là 28,4 km².
Castel di Lucio giáp các đô thị: Geraci Siculo, Mistretta, Nicosia, Pettineo, San Mauro Castelverde.